# Galilea, Teopisca
Galilea är en ort i Mexiko.   Den ligger i kommunen Teopisca och delstaten Chiapas, i den sydöstra delen av landet, 800 km öster om huvudstaden Mexico City. Galilea ligger 2 288 meter över havet och antalet invånare är 569.
Terrängen runt Galilea är kuperad åt nordost, men åt sydväst är den bergig. Runt Galilea är det ganska tätbefolkat, med 104 invånare per kvadratkilometer. Närmaste större samhälle är San Cristóbal de las Casas, 19,4 km nordväst om Galilea. I omgivningarna runt Galilea växer huvudsakligen savannskog.